# Česko na letních olympijských hrách mládeže
Česká republika se letních olympijských her mládeže účastnila od prvního ročníku v roce 2010, kde získala šest medailí (1/2/3) a další zlatou v mezinárodních družstvech v tenise.
Dosud největší úspěchy zde měli čeští sportovci v roce 2018, kdy stáli jedenáctkrát na stupních vítězů, získali dvě zlaté medaile a celkově skončili na dvacáté příčce, k tomu jedna stříbrná medaile v mezinárodním družstvu.

## Účast na LOHM
| Rok    | 2010 | 2014 | 2018 | Celkem |
| ------ | ---- | ---- | ---- | ------ |
| Muži   |      |      |      |        |
| Ženy   |      |      |      |        |
| Celkem |      |      | 53   |        |

## Výsledky české reprezentace
Následující tabulka ukazuje medailové úspěchy českých sportovců na letních olympijských hrách mládeže.
| Přehled českých medailí na LOHM       | Přehled českých medailí na LOHM                  | Přehled českých medailí na LOHM       | Přehled českých medailí na LOHM | Přehled českých medailí na LOHM | Přehled českých medailí na LOHM | Přehled českých medailí na LOHM | Přehled českých medailí na LOHM | Přehled českých medailí na LOHM | Přehled českých medailí na LOHM |
| ------------------------------------- | ------------------------------------------------ | ------------------------------------- | ------------------------------- | ------------------------------- | ------------------------------- | ------------------------------- | ------------------------------- | ------------------------------- | ------------------------------- |
| Poř.                                  | Česko na světových hrách                         | Město / Země                          |                                 |                                 |                                 | Celkem                          | Svět                            | Podíl                           | Celkové pořadí                  |
| I.                                    | Česko na letních olympijských hrách mládeže 2010 | Singapur                              | 1                               | 2                               | 3                               | 6                               | 622                             | 0,96 %                          | 36.                             |
| II.                                   | Česko na letních olympijských hrách mládeže 2014 | Nanking Čína                          | 1                               | 3                               | 3                               | 7                               | 684                             | 1,02 %                          | 40.                             |
| III.                                  | Česko na letních olympijských hrách mládeže 2018 | Buenos Aires Argentina                | 3                               | 3                               | 5                               | 11                              | 705                             | 1,56 %                          | 20.                             |
| Celkem                                | 3                                                | 3                                     | 5                               | 8                               | 11                              | 24                              | 2011                            | 1,19 %                          |                                 |
| Další medaile za mezinárodní družstva | Další medaile za mezinárodní družstva            | Další medaile za mezinárodní družstva | 1                               | 1                               | 1                               | 3                               | —                               | —                               | —                               |

### Sporty podle medailí
| Sport      | Zlato | Stříbro | Bronz | Celkem | Roky             |
| Plavání    | 2     | 0       | 2     | 4      | 2010, 2018       |
| Cyklistika | 1     | 1       | 0     | 2      | 2014             |
| Judo       | 1     | 1       | 0     | 2      | 2010, 2018       |
| Atletika   | 1     | 0       | 3     | 4      | 2010, 2014, 2018 |
| Kanoistika | 0     | 2       | 4     | 6      | 2010,2014,2018   |
| Veslování  | 0     | 2       | 0     | 2      | 2014, 2018       |
| Střelba    | 0     | 1       | 0     | 1      | 2010             |
| Basketbal  | 0     | 1       | 0     | 1      | 2018             |
| Šerm       | 0     | 0       | 1     | 1      | 2018             |
| Vzpírání   | 0     | 0       | 1     | 1      | 2018             |
| Celkem     | 5     | 8       | 11    | 24     |                  |

### Medaile ve smíšených mezinárodních družstvech
| Sport    | Zlato | Stříbro | Bronz | Celkem | Roky |
| Tenis    | 1     | 0       | 0     | 1      | 2010 |
| Judo     | 0     | 1       | 0     | 1      | 2018 |
| Atletika | 0     | 0       | 1     | 1      | 2014 |
| Celkem   | 1     | 1       | 1     | 3      |      |

### Medailisté
| Rok       | Dějiště      | Sportovci                                                   | Disciplína                                                  |
| --------- | ------------ | ----------------------------------------------------------- | ----------------------------------------------------------- |
| LOHM 2010 | Singapur     | David Pulkrábek                                             | judo - do 55 kg                                             |
| LOHM 2010 | Singapur     | Jiří Veselý                                                 | tenis - dvouhra (mezinárodní)                               |
| LOHM 2010 | Singapur     | Gabriela Vognarová                                          | střelba - 10 m vzduchová puška                              |
| LOHM 2010 | Singapur     | Pavlína Zástěrová                                           | kanoistika (vodní slalom) - kajak K1                        |
| LOHM 2010 | Singapur     | Jaromír Mazgal                                              | atletika - hod diskem                                       |
| LOHM 2010 | Singapur     | Jiří Prskavec                                               | kanoistika (vodní slalom) - kajak K1                        |
| LOHM 2010 | Singapur     | Barbora Závadová                                            | plavání - 200 m polohově                                    |
| LOHM 2014 | Nanking      | Barbora Průdková, Jan Rajchart, Roman Lehký, Nikola Nosková | cyklistika - smíšená štafeta                                |
| LOHM 2014 | Nanking      | Miroslav Jech, Lukáš Helešic                                | veslování - dvojka bez kormidelníka                         |
| LOHM 2014 | Nanking      | Barbora Průdková, Nikola Nosková                            | cyklistika - dvojice                                        |
| LOHM 2014 | Nanking      | Martina Satková                                             | kanoistika (vodní slalom) - kánoe C1                        |
| LOHM 2014 | Nanking      | Michaela Hrubá                                              | atletika - skok do výšky                                    |
| LOHM 2014 | Nanking      | Kryštof Hájek                                               | kanoistika (rychlostní kanoistika) - kánoe C1               |
| LOHM 2014 | Nanking      | Amálie Hilgertová                                           | kanoistika (vodní slalom) - kajak K1                        |
| LOHM 2014 | Nanking      | Michaela Hrubá                                              | atletika - smíšená mezinárodní štafeta 8×100 m              |
| LOHM 2018 | Buenos Aires | Barbora Seemanová                                           | plavání - 100 m volným způsobem (český rekord)              |
| LOHM 2018 | Buenos Aires | Barbora Seemanová                                           | plavání - 50 m volným způsobem                              |
| LOHM 2018 | Buenos Aires | Barbora Malíková                                            | atletika - běh na 400 m                                     |
| LOHM 2018 | Buenos Aires | Martin Bezděk                                               | judo - do 81 kg                                             |
| LOHM 2018 | Buenos Aires | Martin Bezděk                                               | judo - smíšená mezinárodní družstva                         |
| LOHM 2018 | Buenos Aires | Anna Šantrůčková a Eliška Podrazilová                       | veslování - dvojka bez kormidelníka 500 m                   |
| LOHM 2018 | Buenos Aires | Kateřina Galíčková                                          | basketbal - střelba na koš                                  |
| LOHM 2018 | Buenos Aires | Veronika Bieleszová                                         | šerm - kord                                                 |
| LOHM 2018 | Buenos Aires | František Polák                                             | vzpírání - do 56 kg                                         |
| LOHM 2018 | Buenos Aires | Barbora Seemanová                                           | plavání - 200 m volným způsobem                             |
| LOHM 2018 | Buenos Aires | Jiří Minařík                                                | kanoistika (rychlostní kanoistika) - kánoe C1 (se zatáčkou) |
| LOHM 2018 | Buenos Aires | Martin Florian                                              | atletika - hod oštěpem                                      |

## Přehled vlajkonošů
Uvedeni jsou vlajkonoši na zahajovacím ceremoniálu příslušných her.
| Rok  | Dějiště      | Vlajkonoš      | Sport    |
| ---- | ------------ | -------------- | -------- |
| 2010 | Singapur     | Jaromír Mazgal | atletika |
| 2014 | Nanking      |                |          |
| 2018 | Buenos Aires |                |          |